# Christian Friedrich Ludwig

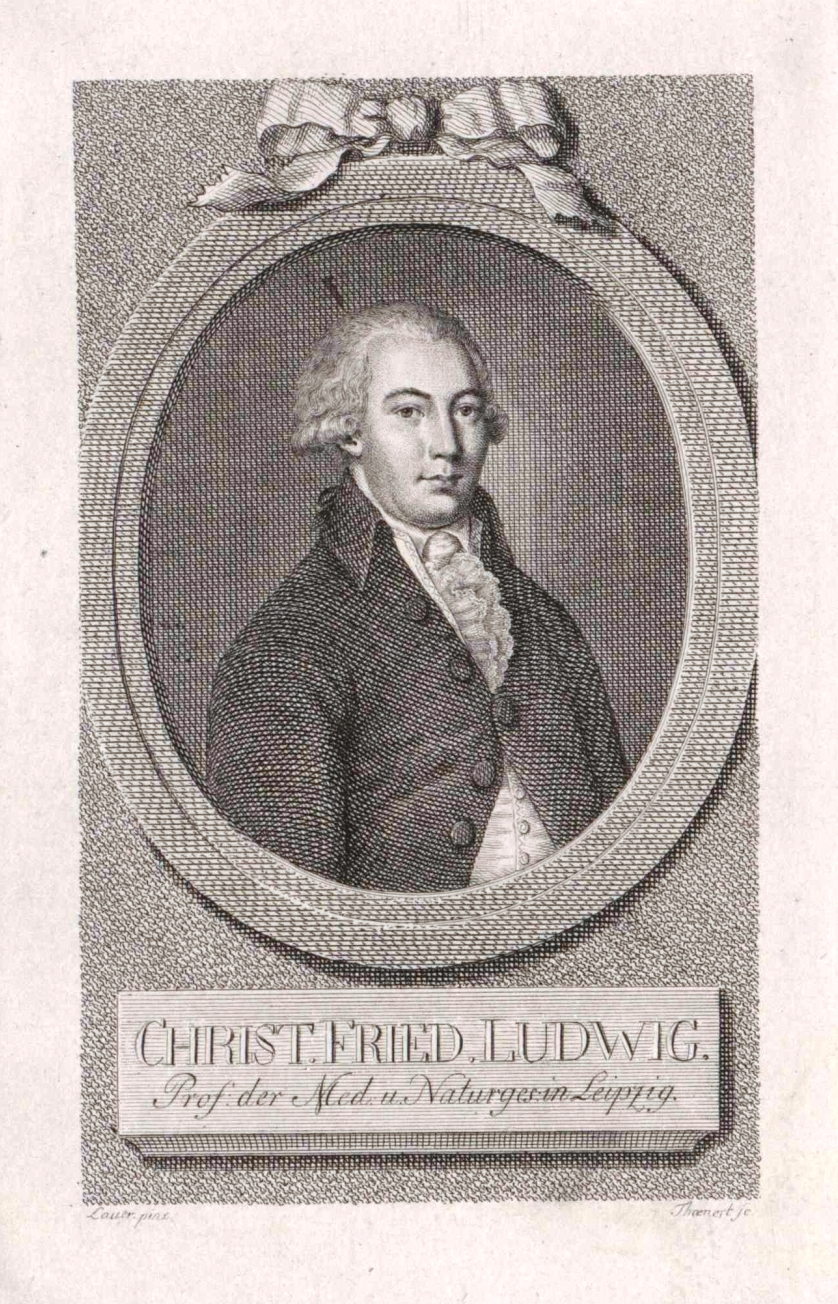
Christian Friedrich Ludwig, Stich von Medardus Thoenert nach Nikolaus Lauer

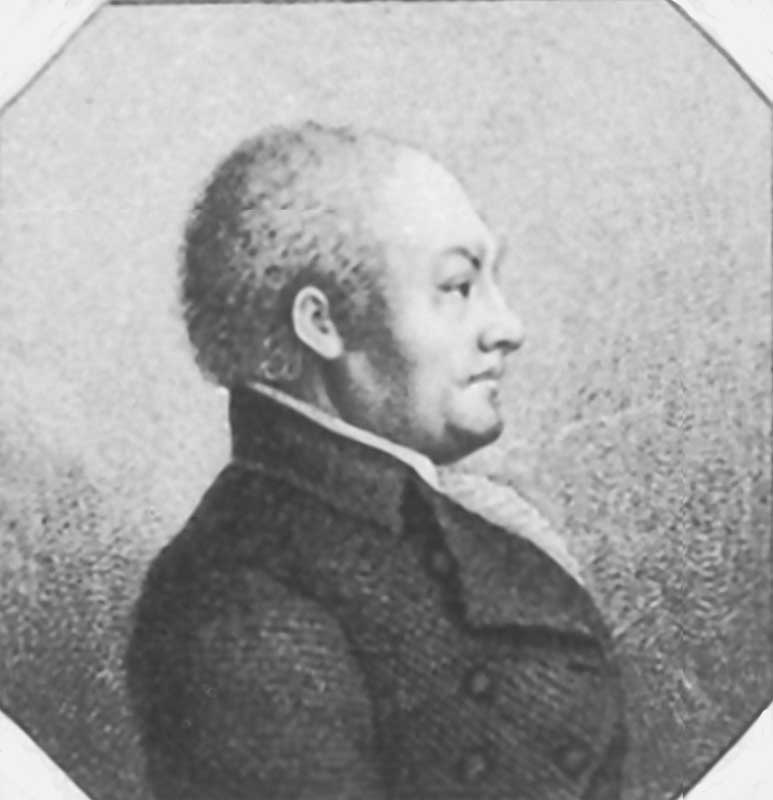
Christian Friedrich Ludwig

Christian Friedrich Ludwig (* 19. Mai 1757 in Leipzig; † 8. Juli 1823 ebenda) war ein deutscher Botaniker und Mediziner.
Sein botanisches Autorenkürzel lautet „C.F.Ludw.“

## Leben
Christian Friedrich Ludwig war der Sohn des Arztes und Botanikers Christian Gottlieb Ludwig (1709–1773). 1772 begann sein Studium an der Universität Leipzig ein Studium. Hier erwarb er den akademischen Grad eines Magisters der Philosophie und promovierte 1779 zum Doktor der Medizin. Nachdem er 1779 als außerordentlicher Professor an der medizinischen Fakultät aufgenommen worden war, übernahm er 1783 die Professur der Naturgeschichte. 1787 wurde er Landphysikus des Kreisamtes Leipzig und 1796 ordentlicher Professor der Pathologie.
1803 erhielt er einen Ruf als Decemvir der Universität Leipzig, wo er Professor der Chirurgie wurde und 1820 in die erste Professur der Leipziger Hochschule aufrückte.
Ludwig war mehr Weltmann als eben ein tiefsinniger Gelehrter. Er hatte viel von seinen Reisen nach England und Kopenhagen gezehrt. Dennoch hat er durch seine Sammlungen ein nachhaltiges Andenken erlangt. Zudem trat er als Botaniker in Erscheinung wie auch durch die Stiftung der Linneschen Gesellschaft oder die Naturforschende Gesellschaft, deren Mitglied er 1787 geworden war. 1790 wurde er zum korrespondierenden Mitglied der Göttinger Akademie der Wissenschaften gewählt. Außerdem beteiligte sich Ludwig auch an den organisatorischen Aufgaben der Leipziger Hochschule und war in den Wintersemestern 1801/02 und 1807/08 Rektor der Alma Mater.

## Werke
- De munimentis plantarum. Leipzig 1776
- De sexu muscorum detecto. Leipzig 1777
- De membranarum ortu. Leipzig 1778
- De Antennis. Leipzig 1778
- De pulvere Antherarum. Leipzig 1778
- Diss. Inaug de cinerea cerebri substantia. Leipzig 1779
- Saunders Anfangsgründe der praktischen Arzneikunst, aus dem englischen. Leipzig 1782
- Progr. de suffusionis per acum curatione. Leipzig 1783
- Die neue wilde Baumzucht in einem alphabetischen Verzeichnisse aufgestellt. Leipzig 1783, 1796
- Ludwig le Blanc’s kurzer Inbegriff aller chirurgischen Operationen; aus dem Franz. Mit Anmerkungen. 2. Teile mit Kupfern, Leipzig 1783
- D. William Saunders Beobachtungen über die vorzüglichen Heilkräfte der rothen Peruvianischen Rinde, aus dem englischen nach der dritten Ausgabe. Nebst einem von Hrn. Bergrath Bucholz mitgeteilten Zusatz, die Mahagonyrinde betreffend. Leipzig 1783
- J. P. Michell ausführliche Abhandlung über die Schaambeintrennung; aus dem Lateinischen, mit Anmerkungen und Zusätzen vermehrt. Leipzig 1784
- Lebensgeschichte des verstorbenen D. Gallisch. in Crells ehem. Annal. St. 3 (1784)
- Primae lineae anatomiae pathologicae, sive de morbosa partium coporis humani fabrica libellus. In: usus discentium. Leipzig 1785
- P. G. Werlhof’s auserlesene Schriften über die Fieber und andere wichtige Gegenstände der praktischen Arzneykunde. Zum Gebrauch praktischer Aerzte. Aus dem lateinischen. Kopenhagen 1785
- Auserlesene Beyträge zur Thierarzneykunde. Leipzig 1786
- Progr. Historiae anatomiae et physiologiae comparantis brevis expositio. Leipzig 1787
- William Cruickshanks Geschichte und Beschreibung der einsaugenden Gefäße oder Saugadern des menschlichen Körpers; Aus dem Englischen. Mit einigen Anmerkungen und Kupfertafeln vermehrt herausgegeben Leipzig 1789 (eigentlich 1788)
- Paul Mascagnis Geschichte und Beschreibung der einsaugenden Gefässe oder Saugadern des menschlichen Körpers; aus den lateinischen, mit Kupfern. Mit Anmerkungen und Zusätzen vermehrt, herausgegeben. Leipzig 1789
- Icones caviatatum thoracis et abdominis, a tergo apertarum. Leipzig 1789
- Diss. Physiologorum atque Pathologorum de systemate absorbente vecentissima quardam decreta. Commentatio I. Leipzig 1789
- Exercitationes academicae. Fasc. I. Leipzig 1790
- Delectus opusculorem ad scientiam naturalem spectandium. Vol. I. Leipzig 1790
- John Howard’s Nachrichten von den vorzüglichsten Krancken- und Pesthäusern in Europa. Nebst einigen Beobachtungen über die Pest und fortgesetzten Bemerkungen über Gefängnisse und Krankenhäuser. Aus dem englischen und mit Zusätzen des deutschen Herausgebers, welche besonders die Krankenhäuser angehen. Mit Kupfern und Tabellen. Leipzig 1791 (eigentlich 1790)
- Scriptores neurologici minores selecti, sive opera minora ad anatomiam, physiologiam et pathologiam nervorum spectantia. Tom. I Cum tabulis aeneis edidit, praefatus est, notulis nonnullis illustravit indicibusque auxit. Leipzig 1791 , Tom. II Leipzig 1792

; Tom. III Leipzig 1793 
, Tom. IV et ultimus. Leipzig 1795 

- W. Cruickshanks und P. Mascagnis Geschichte und Beschreibung der Saugadern des menschlichen Körpers, aus Cruickshanks neusten Ausgaben und anderen Schriften über diesen Gegenstand. Mit Kupfern. Leipzig 1794
- Tabellarische Uebersicht der Geschichte der Thierheilkunde. Leipzig 1794
- Grundriss der Naturgeschichte der Menschenspecies, für akademische Vorlesungen entworfen. Mit 5. Kupfertafeln. Leipzig 1796
- Progr. de diagnostices morbum fontibus. Leipzig 1796
- Epitome Entomologiae Fabricianae. Leipzig 1797
- De quarundam aegritudinum humani corporis sedibus et causis. Leipzig 1798 (mit 16. Kupfertafeln)
- Karl Friedrich Dietrichs Pflanzenreich. 3. Bd. Leipzig 1798–1799
- Nachricht von der am 31. Januar 1780 zu Leipzig gestifteten naturforschenden Gesellschaft. Leipzig 1799
- Erste Aufzählung der bis jetzt in Sachsen entdeckten Infekten; im Namen der Linneischen Socität herausgegeben. Leipzig 1799
- Handbuch der Botanik, zu Vorlesungen für Aerzte und Oekonomen. Mit Kupfern. Leipzig 1800
- Studien für die neuen Gartenkünstler. Leipzig 1802
- Handbuch der Mineralogie nach A. G. Werner, zu Vorlesungen entworfen. 1. Teil: Oryctognosie. Mit einer Farbentabelle und vier Kupfertafeln. Leipzig 1803 2. Teil: von den Gebirgsarten und Versteinerungen, nebst einigen geognostischen Fragmenten und Beylagen. Mit vier Sippschaftstafeln. Leipzig 1804
- Progr. Historiae insttionis variolarum humanarum et vaccianarum comparatio. Specimen I-VI. Leipzig 1803–1808
- Progr. Diagnostices chirurgicae fragmenta I et II.: De anevrysmate vero interno. Leipzig 1805 Introductio in rem litterariam praxeos medicae; oder Einleitung in die Bücherlunde der praktischen Medicin; zum Gebrauche praktischer Aerzte, und zu Vorlesungen bestimmt. Leipzig 1806
- Progr. Catalecta litteraria physica et medica. I. Leipzig 1806 II und III. Leipzig 1808
- Progr. de mulomedicina in civitate regenda. Leipzig 1807
- Progr. de venaesectione inselici. Leipzig 1807
- Progr. I-VIII. de nosogenia in vasculis minimis. Leipzig 1809–19
- Progr. I – IV. Series epistolarum virorum celeberrimorum praeteriti seculi ad C. G. Ludwig,
- Prof. Med. Lips. Scriptorum. Leipzig 1809–1812
- Progr. I –II Initia saunae Saxonicaae. Leipzig 1810
- Ueber die Ausermittlung eines Medicinalfonds in einem Staate. Leipzig 1811
- Progr. de artis obstetriciae in academia et civitate Lipsiensi incrementis. Leipzig 1811
- Progr. I-II. de damno et calamitate, quae in sanitatem publicam et societatem ex perpetuo bello redundat. Leipzig 1814–1815
- Progr. I-IV. Adversaria ad medicinam publicam. Leipzig 1816
- Progr. I-II. Saxonia merita in medicinam publicam, ab a. 1768 ad a. 1818. Leipzig 1818
- Progr. Historia insitionis variolarum vaccinarum Continuat. I. Leipzig 1820
- Progr. I-II. de diastasi. Leipzig 1820